# Teach First Danmark
Teach First Danmark er en almennyttig organisation, som engagerer personer med en videregående uddannelse til et toårigt program, hvor de underviser i udsatte folkeskoler og videreuddanner sig til lærere samtidigt. Teach First Danmark blev stiftet i 2013 og har ifølge sine vedtægter til formål "at give alle børn og unge muligheden for at få en god uddannelse uanset social baggrund". Målet er flere lærere og kommende beslutningstagere, der kan bidrage til dette.
Teach First Danmark er finansieret af private fonde og støttes af KL samt flere ministerier og interesseorganisationer.

## Programmet
Kandidater i programmet underviser i minimum to år i en folkeskole i et socialt udsat område med fuld løn. Sideløbende gennemfører de 150 ECTS-point. Det omfatter en fuld meritlæreruddannelse, en lærerfaglig mentor og workshops med fokus på læring og ledelse.
Der har været udtrykt bekymring for om kandidaterne er uddannet tilstrækkeligt, inden de bliver ansat, og om de vil forlade skolen efter programmets to år. Erfaringer fra Teach First i England viser, at Teach First-lærere bliver i skolen lige så ofte som andre nye lærere.

## Effekt
Teach First Danmark er medlem af non-profit netværket Teach For All, som tæller medlemsorganisationer i 61 lande.. Forskning viser, at programmerne i flere af disse lande bidrager til at løfte det faglige niveau i skoler i socioøkonomisk dårligt stillede områder. 
Der foreligger endnu ikke tilsvarende evidens på elevniveau for, at lærere fra Teach First Danmark bidrager til at løfte hele folkeskoler i socialt udsatte boligområder. 
Eksterne evalueringer i 2018, 2019 og 2020 viser, at Teach First Danmark "tiltrækker fagligt dygtige kandidater” og “udvælger de bedst kvalificerede kandidater”. 97 pct. af skoleledere i evalueringerne vurderer, at lærere fra Teach First Danmark "styrker elevernes faglighed" og er lige så gode som nyuddannede lærere på "alle lærerfaglige parametre". En undersøgelse fra 2021 viser, at 96 pct. af skoleledere i undersøgelsen vil anbefale andre skoler at ansætte lærere gennem Teach First Danmark.

## Optagelse
Ansøgere til programmet udvælges på baggrund af skriftlige ansøgninger og praktiske optagelsesprøver, hvorefter udvalgte folkeskoler kan invitere dem til jobsamtaler via åbne stillingsopslag på lige fod med andre ansøgere. I 2015 blev første hold af 30 kandidater optaget blandt 330 ansøgere, i 2016 var ansøgertallet 634. I perioden 2015-2019 har over 2400 kandidater søgt om optagelse, hvoraf 180 er blevet optaget og ansat på folkeskoler i socialt udsatte områder.. 